# Garapita paraguaiensis
Garapita paraguaiensis är en insektsart som beskrevs av Keti Maria Rocha Zanol 2003. Garapita paraguaiensis ingår i släktet Garapita och familjen dvärgstritar. Inga underarter finns listade i Catalogue of Life.